# آلتناک

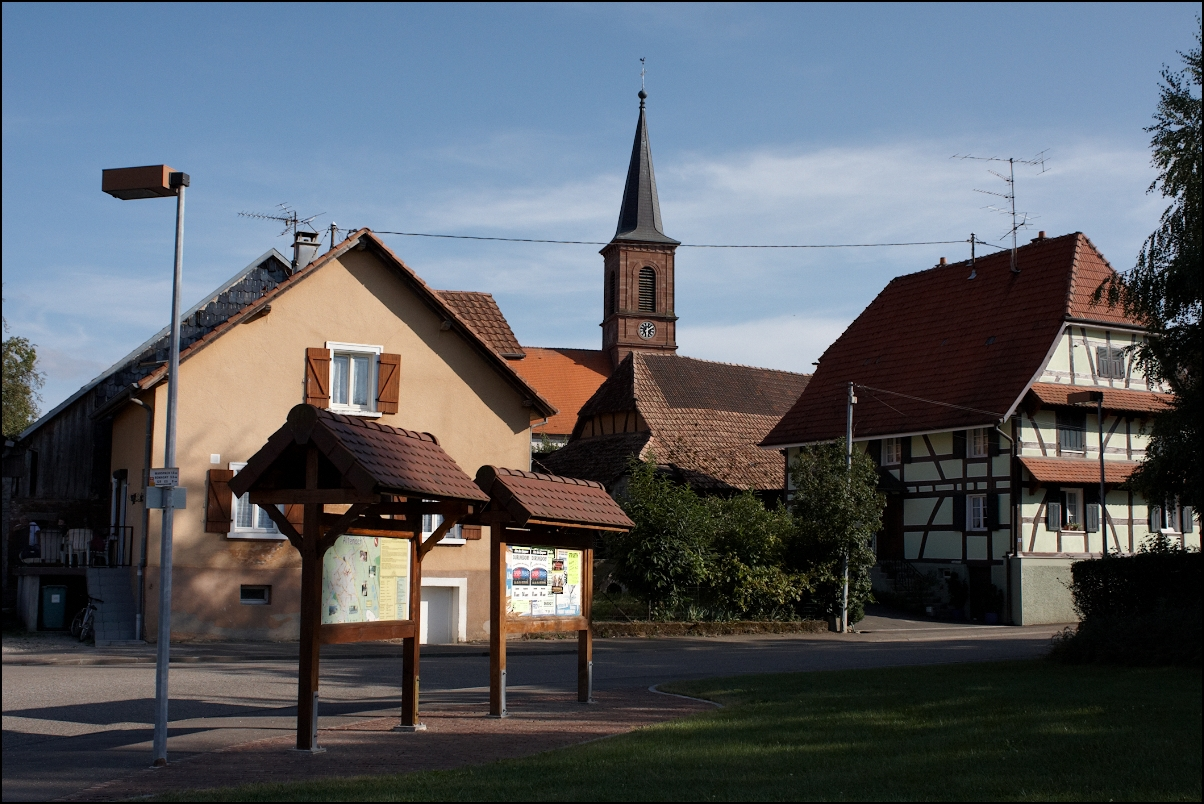
کلیسای آلتناک

آلتناک (به فرانسوی: Altenach) یک کمون در فرانسه است که در Canton of Dannemarie واقع شده‌است.

## خصوصیات
آلتناک ۶٫۱۸ کیلومترمربع مساحت و ۳۸۸ نفر جمعیت دارد و ۳۲۵ متر بالاتر از سطح دریا واقع شده‌است.